# Molenveld (Stokkem)
Molenveld is een gehucht ten oosten van Stokkem, gelegen in de vallei van de Maas.
Dit gehucht werd reeds in 1244 vermeld. Ze lag toen op de rechteroever van de Maas. Tussen Molenveld en de Maas lag het oorspronkelijke dorp Obbicht, dat bij de overstroming van 1643 verdween en meer naar het oosten werd herbouwd.
Op de Ferrariskaart (1771-1777) was Molenveld gesitueerd tussen de oude en de nieuwe Maasarm. De oude Maasbedding verlandde, waardoor Molenveld op de linker Maasoever kwam te liggen.

## Galerij

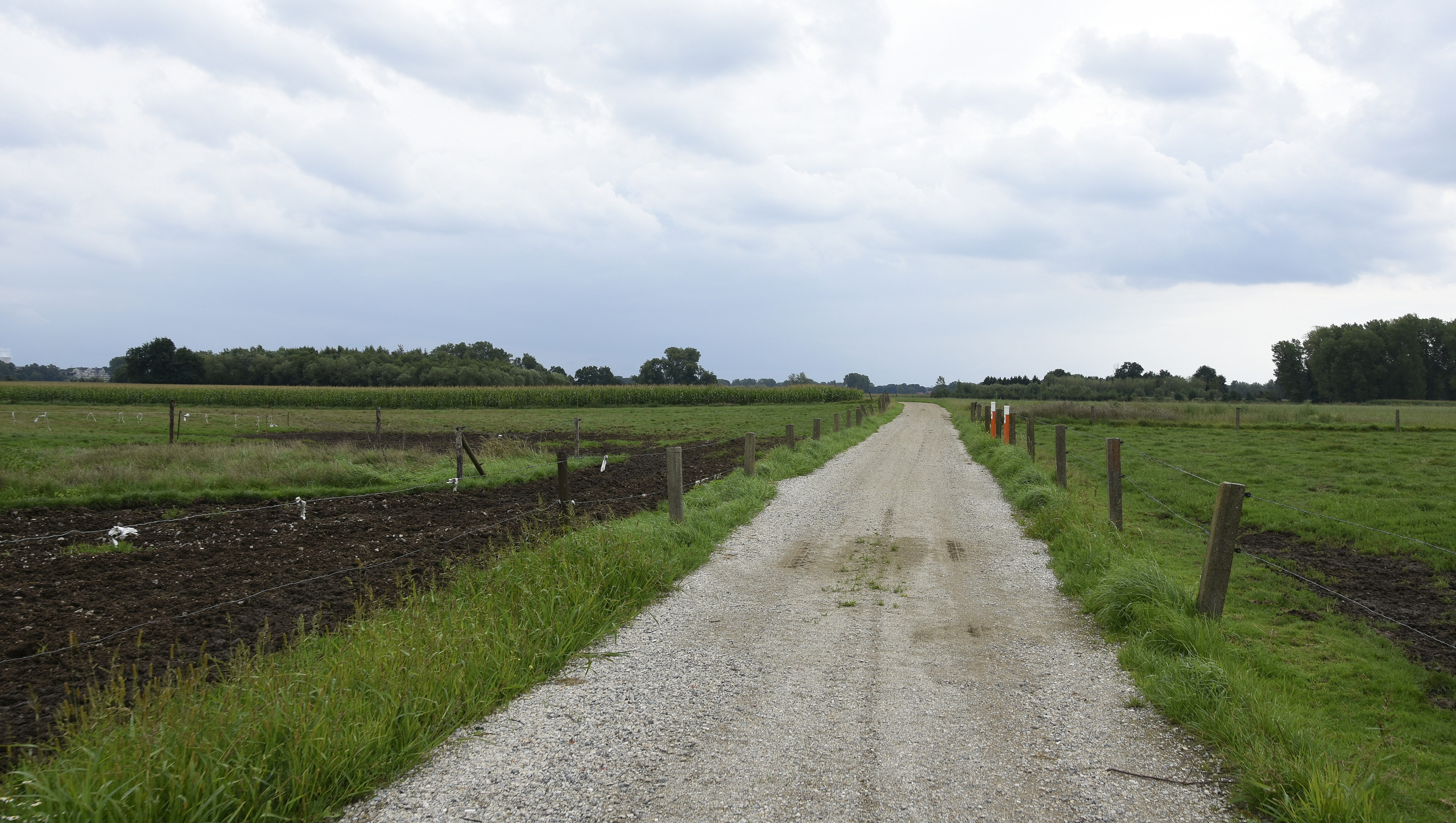
Het veld in Molenveld
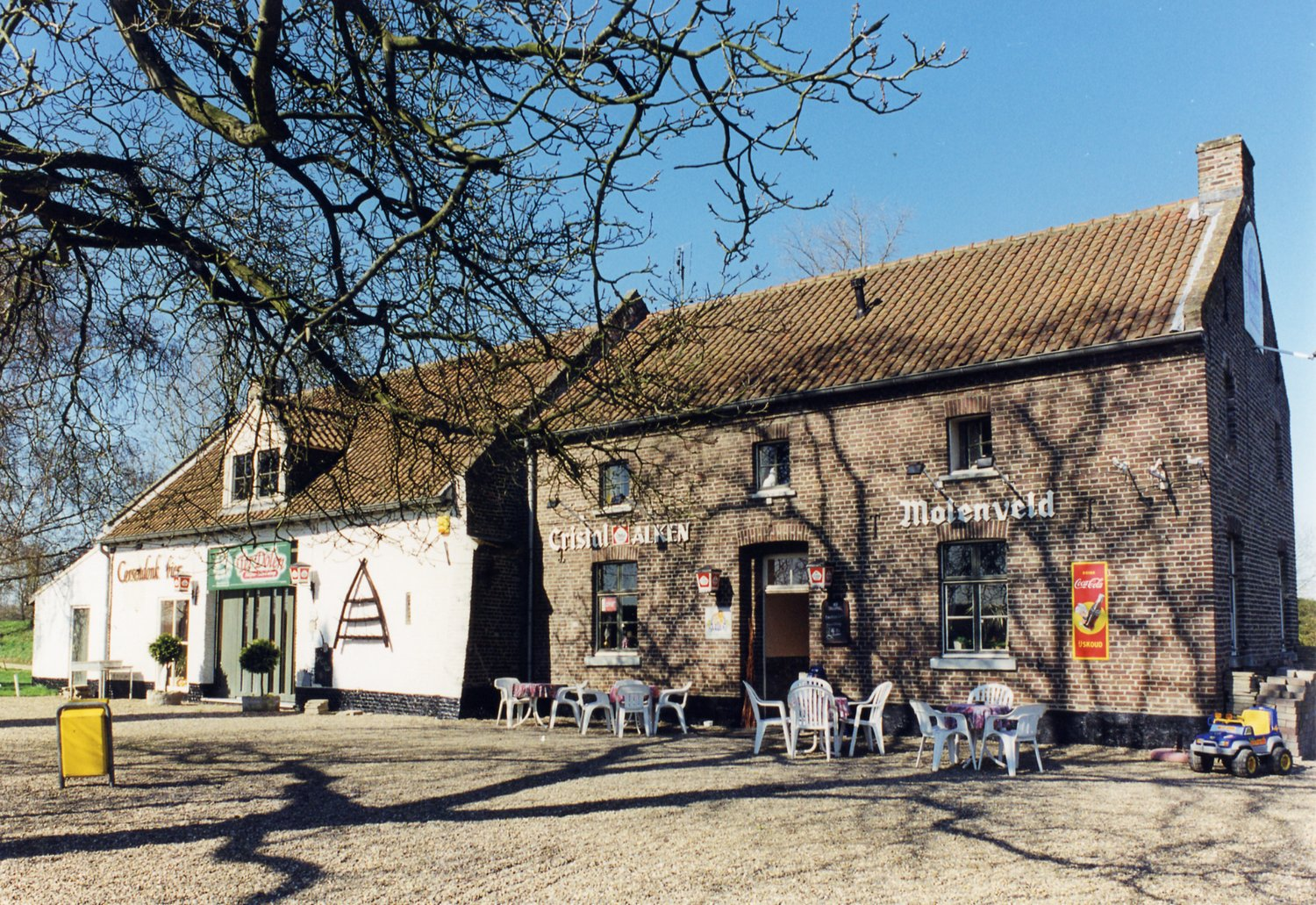
Gesloopte hoeve in de winterbedding van de Maas
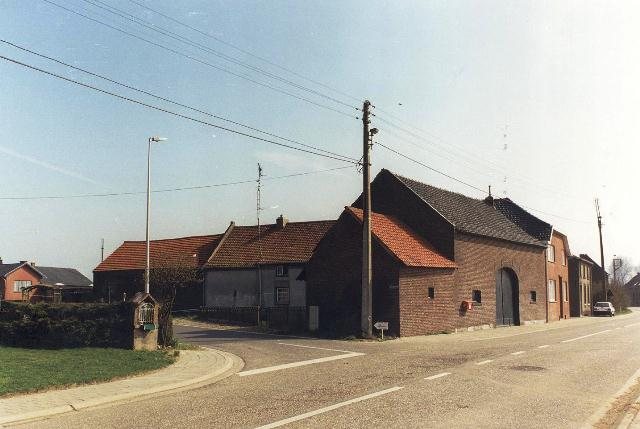
Molenveld 36
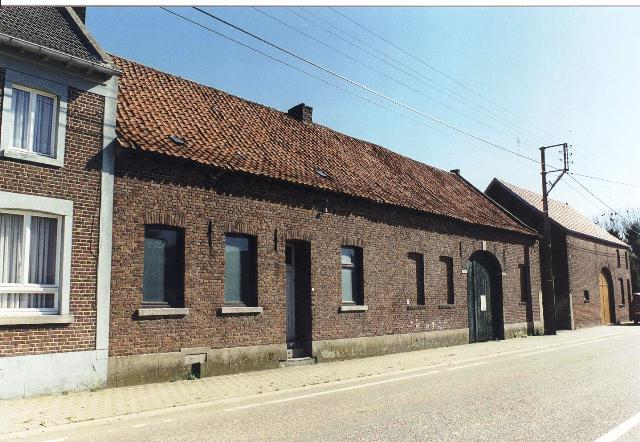
Molenveld 74 in 2000